# Cleethorpes Town FC
Cleethorpes Town FC (celým názvem: Cleethorpes Town Football Club) je anglický fotbalový klub, který sídlí ve městě Grimsby v nemetropolitním hrabství Lincolnshire. Založen byl v roce 1998 pod názvem LSS Lucarly's FC. Od sezóny 2018/19 hraje v Northern Premier League Division One East (8. nejvyšší soutěž). Klubové barvy jsou modrá a černá.
Své domácí zápasy odehrává na stadionu Linden Club s kapacitou 1 000 diváků.

## Historické názvy
Zdroj: 
- 1998 – LSS Lucarly's FC (Lincolnshire Soccer School Lucarly's Football Club)
- 2008 – Cleethorpes Town FC (Cleethorpes Town Football Club)

## Úspěchy v domácích pohárech
Zdroj: 
- FA Cup
  - 2. předkolo: 2014/15
- FA Trophy
  - 3. předkolo: 2017/18
- FA Vase
  - Finále: 2016/17

## Umístění v jednotlivých sezonách
Stručný přehled
Zdroj: 
- 2003–2005: Lincolnshire Football League
- 2005–2006: Central Midlands League (Premier Division)
- 2006–2007: Humber Premier League (Division One)
- 2007–2010: Humber Premier League (Premier Division)
- 2010–2012: Lincolnshire Football League
- 2012–2014: Northern Counties East League (Division One)
- 2014–2017: Northern Counties East League (Premier Division)
- 2017–2018: Northern Premier League (Division One South)
- 2018– : Northern Premier League (Division One East)

Jednotlivé ročníky
Zdroj: 
Legenda: Z - zápasy, V - výhry, R - remízy, P - porážky, VG - vstřelené góly, OG - obdržené góly, +/- - rozdíl skóre, B - body, červené podbarvení - sestup, zelené podbarvení - postup, fialové podbarvení - reorganizace, změna skupiny či soutěže
| Anglie (2003 – ) |                                                  |        |                                                             |                                                             |                                                             |                                                             |                                                             |                                                             |                                                             |                                                             |        |
| Sezóny           | Liga                                             | Úroveň | Z                                                           | V                                                           | R                                                           | P                                                           | VG                                                          | OG                                                          | +/-                                                         | B                                                           | Pozice |
| 2003/04          | Lincolnshire Football League                     | 10     | 22                                                          | 12                                                          | 7                                                           | 3                                                           | 37                                                          | 28                                                          | +9                                                          | 43                                                          | 3.     |
| 2004/05          | Lincolnshire Football League                     | 11     | 20                                                          | 10                                                          | 1                                                           | 9                                                           | 43                                                          | 35                                                          | +8                                                          | 31                                                          | 4.     |
| 2005/06          | Central Midlands League (Premier Division)       | 11     | 38                                                          | 22                                                          | 6                                                           | 10                                                          | 102                                                         | 54                                                          | +48                                                         | 72                                                          | 4.     |
| 2006/07          | Humber Premier League (Division One)             | 12     | 22                                                          | 14                                                          | 2                                                           | 6                                                           | 62                                                          | 33                                                          | +29                                                         | 44                                                          | 3.     |
| 2007/08          | Humber Premier League (Premier Division)         | 11     | 30                                                          | 14                                                          | 1                                                           | 15                                                          | 56                                                          | 65                                                          | -9                                                          | 43                                                          | 10.    |
| 2008/09          | Humber Premier League (Premier Division)         | 11     | 28                                                          | 11                                                          | 5                                                           | 12                                                          | 46                                                          | 61                                                          | -15                                                         | 35                                                          | 9.     |
| 2009/10          | Humber Premier League (Premier Division)         | 11     | Klub se odhlásil v průběhu sezóny, výsledky byly anulovány. | Klub se odhlásil v průběhu sezóny, výsledky byly anulovány. | Klub se odhlásil v průběhu sezóny, výsledky byly anulovány. | Klub se odhlásil v průběhu sezóny, výsledky byly anulovány. | Klub se odhlásil v průběhu sezóny, výsledky byly anulovány. | Klub se odhlásil v průběhu sezóny, výsledky byly anulovány. | Klub se odhlásil v průběhu sezóny, výsledky byly anulovány. | Klub se odhlásil v průběhu sezóny, výsledky byly anulovány. | –.     |
| 2010/11          | Lincolnshire Football League                     | 11     | 26                                                          | 14                                                          | 7                                                           | 5                                                           | 70                                                          | 43                                                          | +27                                                         | 49                                                          | 3.     |
| 2011/12          | Lincolnshire Football League                     | 11     | 32                                                          | 28                                                          | 3                                                           | 1                                                           | 130                                                         | 18                                                          | +112                                                        | 87                                                          | 1.     |
| 2012/13          | Northern Counties East League (Division One)     | 10     | 42                                                          | 23                                                          | 10                                                          | 9                                                           | 108                                                         | 63                                                          | +45                                                         | 79                                                          | 4.     |
| 2013/14          | Northern Counties East League (Division One)     | 10     | 42                                                          | 28                                                          | 7                                                           | 7                                                           | 104                                                         | 50                                                          | +54                                                         | 91                                                          | 1.     |
| 2014/15          | Northern Counties East League (Premier Division) | 9      | 40                                                          | 27                                                          | 3                                                           | 10                                                          | 108                                                         | 52                                                          | +56                                                         | 84                                                          | 4.     |
| 2015/16          | Northern Counties East League (Premier Division) | 9      | 42                                                          | 26                                                          | 6                                                           | 10                                                          | 105                                                         | 46                                                          | +59                                                         | 84                                                          | 3.     |
| 2016/17          | Northern Counties East League (Premier Division) | 9      | 42                                                          | 35                                                          | 3                                                           | 4                                                           | 144                                                         | 45                                                          | +99                                                         | 108                                                         | 1.     |
| 2017/18          | Northern Premier League (Division One South)     | 8      | 42                                                          | 18                                                          | 13                                                          | 11                                                          | 82                                                          | 57                                                          | +25                                                         | 55                                                          | 10.    |
| 2018/19          | Northern Premier League (Division One East)      | 8      | 38                                                          |                                                             |                                                             |                                                             |                                                             |                                                             |                                                             |                                                             |        |

Poznámky
- 2017/18: Klubu bylo z důvodu porušení stanov soutěže odečteno dvanáct bodů.[4]